# Wilhelm Stüve
Wilhelm Stüve (* 26. August 1872 in Schwerin, Mecklenburg; † 25. Dezember 1921 in Flensburg) war ein deutscher Altphilologe und Gymnasiallehrer.

## Leben und Wirken
Als Schüler von Ivo Bruns wurde er nach einem Studium  der klassischen Philologie und Geschichte in Kiel und Berlin 1895 an der Universität Kiel mit einer Dissertation über Ciceros Schrift De fato promoviert. Er wurde mit der Edition des Kommentars des Olympiodor zu den Meteorologica des Aristoteles für die Commentaria in Aristotelem Graeca beauftragt und war als Gymnasiallehrer tätig.

## Schriften
- Ad Ciceronis de Fato librum observationes variae. Dissertation Kiel 1895.
- (Hrsg.): Olympiodori In Aristoteles Meteora commentaria. Reimer, Berlin 1900 (Commentaria in Aristotelem Graeca, 12, 2)